# ESCP Business School
L'ESCP Business School o ESCP (in precedenza École supérieure de commerce de Paris) è la prima business school al mondo, fondata a Parigi nel 1819. La scuola attraverso successive fusioni con altre scuole come EAP e Novancia e partnership locali (Università di Torino, Politecnico di Torino, Kozminski University) si è sviluppata fino a sei campus europei: Berlino, Londra, Madrid, Parigi, Torino e Varsavia ed è riconosciuta della Camera di commercio e dell'industria di Parigi. Nel 2018 è stata riconosciuta dal Ministero dell’Istruzione, dell’Università e della Ricerca italiano quale Università straniera in Italia. Riconosciuta per la sua eccellenza accademica, l'ESCP è regolarmente citata come una delle migliori business school in Europa dai ranking del Financial Times, Top Universities e QS .

## Storia

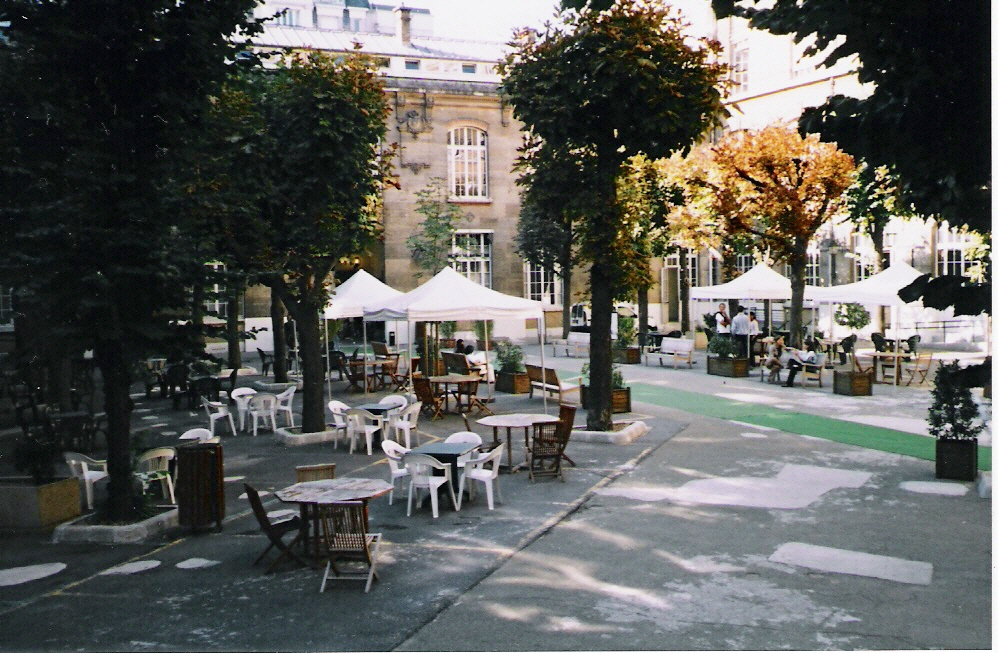
ESCP Business School di Parigi

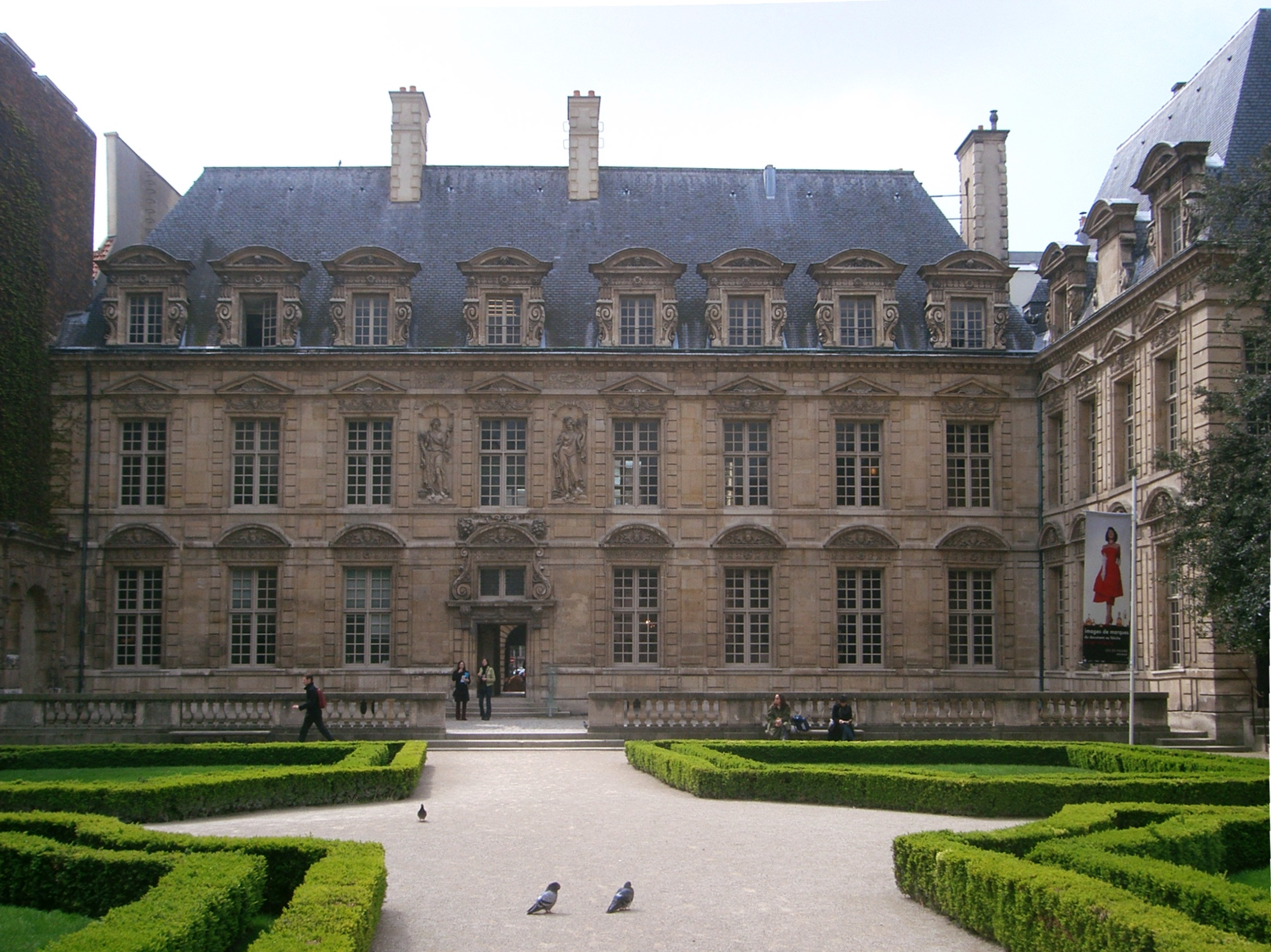
I primi locali della scuola

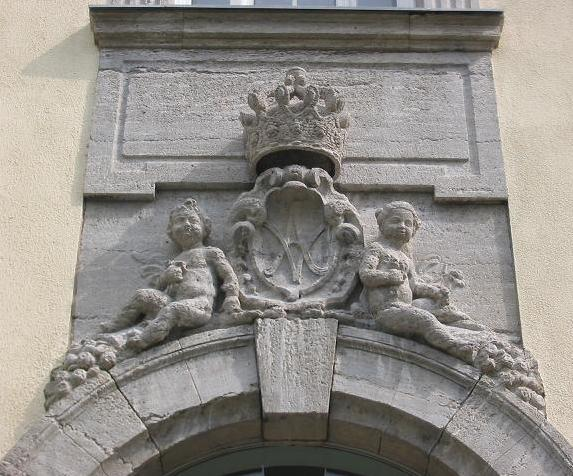
Portale della ESCP-EAP a Berlino-Charlottenburg, Heubnerweg 7

### ESCP
L'ESCP fu creata il 1º dicembre 1819 con il nome École Spéciale de Commerce et d'Industrie da un gruppo d'industriali e di economisti sotto la guida di Vital Roux e di Jean-Baptiste Say, nello scopo di accompagnare la rivoluzione industriale. L'idea era quella di creare una scuola dove la pedagogia fosse costruita attorno a simulazioni e casi pratici, la cui difficoltà andava aumentando nel corso della formazione. Conseguentemente, il programma pedagogico dell'ESCP comprendeva ai suoi inizi un insegnamento generale di scrittura, di lingue straniere, di aritmetica e geografia. Solo dopo venivano le lezioni di materie di specializzazione: contabilità, gestione dei bilanci, usi e costumi del commercio. Inoltre, esercizi e lavori pratici erano ricorrenti al fine di essere il più vicino possibile alla realtà pratica. Ad esempio, dopo aver appreso le tecniche fondamentali del commercio, gli allievi dovevano confrontarsi in una simulazione con i problemi legati alla gestione di un negozio con vari punti vendita e vari prodotti.
La scuola, situata all'Hôtel de Sully nel IV arrondissement di Parigi, diffondeva nella Francia dell'epoca i principi dell'economia politica e della libertà commerciale. Nei testi fondatori dell'ESCP, è possibile ritrovare un'ambizione patriottica dovuta al fatto di essere uno strumento di sviluppo economico del paese nei confronti degli avversari, dapprima il Regno Unito, la Germania in seguito.
I due primi direttori, Brodart e Legret, erano dei commercianti di seta. Nel 1830 fu adottato il nome École Supérieure de Commerce e, otto anni dopo, la scuola lasciò i suoi locali originali per installarsi al 102 rue Amelot, nell'XI arrondissement.
Durante un XIX secolo tumultuoso e tormentato, i direttori successivi (commercianti, alti funzionari o professori) seppero conservare lo spirito d'indipendenza dell'ESCP. Citiamo, fra i più illustri, Adolphe Blanqui, direttore dal 1830 al 1854. Discepolo di Jean-Baptiste Say, accelerò lo sviluppo della scuola investendo capitali personali, scuola che dovette traslocare per ben due volte in due anni per far fronte all'aumento del numero dei suoi studenti.
Dal 3 ottobre 1898, ESCP si trasferì al 79 avenue de la République, nell'XI arrondissement di Parigi.
Nel 1973 un nuovo edificio di sei piani ("Bâtiment 2") fu inaugurato in seno al campus.
Nel gennaio 2017 la scuola ha fuso il suo programma Bachelor con Novancia Business School e conseguentemente acquisito definitivamente un nuovo campus aggiuntivo a Parigi nel quartiere di Montparnasse. 

### EAP
L'École européenne des affaires (EAP) fu creata nel 1973 per iniziativa della Camera di commercio e dell'Industria di Parigi (CCIP). Sin dagli inizi, il modello di formazione dell'EAP si articolava nell'universo europeo. Fondato sul principio della formazione transnazionale, EAP disponeva inizialmente di tre campus in Europa (Parigi, Oxford e Düsseldorf). EAP fu la prima Grande École a rilasciare una doppia laurea europea: la laurea francese Grande École EAP e la laurea tedesca Diplom Kaufmann/frau.
Nel 1985, su richiesta del governo tedesco, il campus di Düsseldorf si spostò a Berlino, e nel 1987 fu inaugurato un quarto campus a Madrid.
Il modello precursore dell'EAP è parte integrante delle fondamenta sulle quali riposa oggi la scuola: la visione, la struttura e l'identità transnazionale europea sono l'eredità di cui ha fatto tesoro l'attuale ESCP Business School.

### Fusione ESCP-EAP

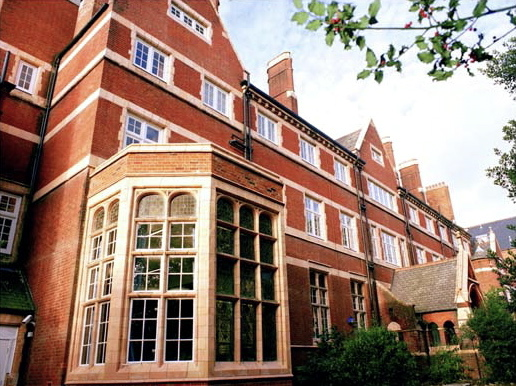
ESCP Business School campus di Londra

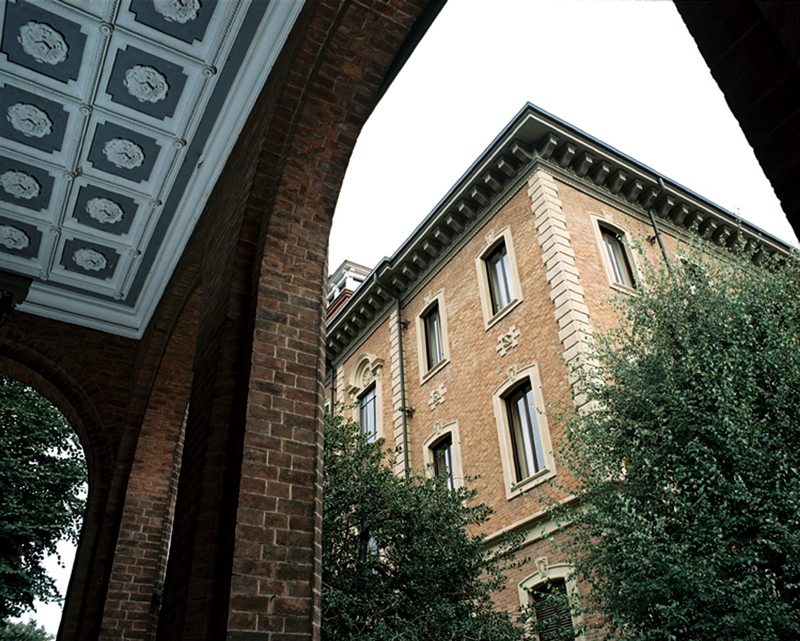
ESCP Business School campus di Torino

Nel 1999 l'ESCP e l'EAP si fondono nell'ESCP-EAP European School of Management per iniziativa della Camera di Commercio di Parigi alla quale appartengono le due scuole. A fusione completata, il 9 aprile 2009, la direzione ha optato per una nuova identità: il nome di ESCP Europe. Verso la fine del 2019, in occasione del bicentenario della fondazione, la scuola assume la nuova denominazione: ESCP Business School.